# Sclerocactus mesae-verdae
Sclerocactus mesae-verdae ist eine Pflanzenart der Gattung Sclerocactus in der Familie der Kakteengewächse (Cactaceae). Ein englischer Trivialname ist „Mesa-Verde Cactus“. Die Art ist stark gefährdet und wurde in den Anhang I des Washingtoner Artenschutzabkommens aufgenommen.

## Beschreibung
Der grau bis graugrüne, 10- bis 18-rippige Pflanzenkörper ist gedrückt-kugelig bis eiförmig und erreicht Wuchshöhen von 4 bis 8 cm (selten 18 cm) und Durchmesser von 4 bis 8 cm. Die wolligen Areolen sind kreisrund bis elliptisch. Der Mitteldorn fehlt meist. Sehr selten sind bis zu 4 grau bis strohfarbene, 1 bis 1,4 cm lange Mitteldornen vorhanden, von denen einer gehakt ist. Die Pflanzen wachsen meist einzeln. Ihre Pfahlwurzel ist verzweigt.
Die trichterförmigen bis glockenförmigen, süßlich duftenden Blüten sind 2 bis 2,5 cm lang und weisen einen Durchmesser von 1,5 bis 3 cm auf. Die Blütenhüllblätter sind meist hellgelb, selten hellrosa und haben einen beigen, braunen oder violetten Mittelstreifen. Die Blühperiode beginnt Ende April.
Die zylindrischen, 6 bis 12 mm langen, Früchte sind bräunlich bis braun und enthalten 10 bis 20 schwarze, glänzende, feinwarzige Samen, die innerhalb von 4 bis 6 Wochen reifen.

## Verbreitung
Sclerocactus mesae-verdae ist auf dem Colorado-Plateau in den Indianer-Reservaten der Wüstengebiete im Südwesten von Colorado und im Nordwesten von New Mexico endemisch verbreitet. Er besiedelt flache unfruchtbare, trockene, niedrige Hügel in Höhenlagen zwischen 1200 und 1800 Metern und wächst vergesellschaftet mit Sclerocactus parviflorus, Echinocereus fendleri, Opuntia polyacantha, Altriplex confertifolia, Frankenia jamesii und Hilaria jamesii.

## Systematik

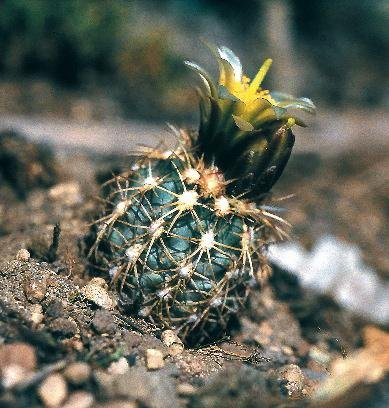
Sclerocactus mesae-verdae in Kultur.

Das Epitheton der Art bezieht sich auf das Mesa-Verde-Gebiet, ihr Hauptverbreitungsgebiet.
Charles Hercules Boissevain entdeckte die Art 1940 unweit von Cortez im US-amerikanischen Bundesstaat Colorado und verfasste gemeinsam mit Carol Davidson im gleichen Jahr die Erstbeschreibung unter dem Namen Coloradoa mesae-verdae. Der amerikanische Botaniker Lyman David Benson stellte sie 1951 als Echinocactus mesae-verdae in die Gattung Echinocactus. Die Zuordnung zur Gattung Sclerocactus wurde 1966 von Benson vorgenommen. Die 1972 erfolgte Einordnung von Gerald Kench Arp als Pediocactus mesae-verdae wird heute als Synonym angesehen.
Sclerocactus mesae-verdae ist nahe verwandt mit Sclerocactus wetlandicus und gehört zur Sektion Mesae-Verdae der Gattung Sclerocactus.

## Gefährdung
In der Roten Liste gefährdeter Arten der IUCN wird die Art als „Least Concern (LC)“, d. h. als nicht gefährdet geführt.

## Bilder
Sclerocactus mesae-verdae:

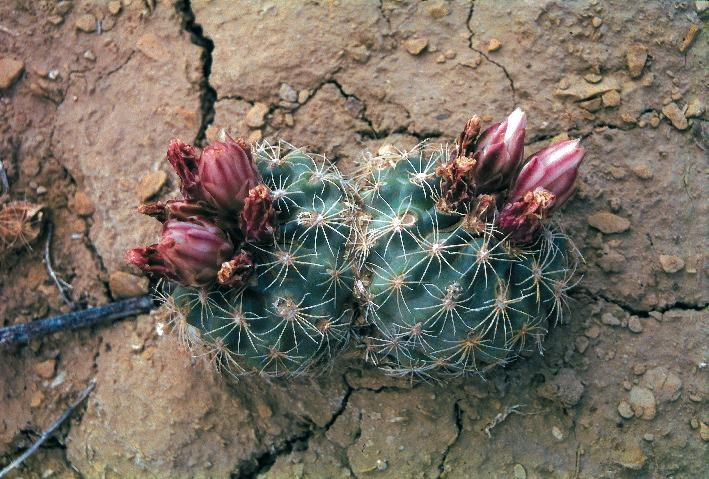
Seltene blassrosa Blüten (Colorado).
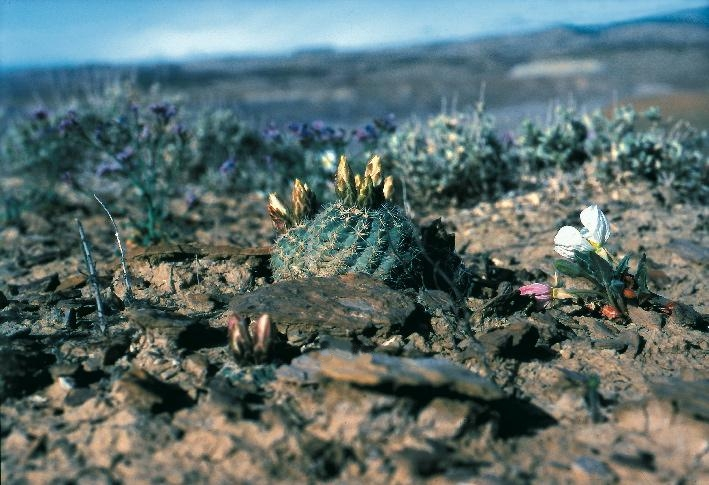
Geschlossenen Blüten am frühen Morgen (New Mexico).
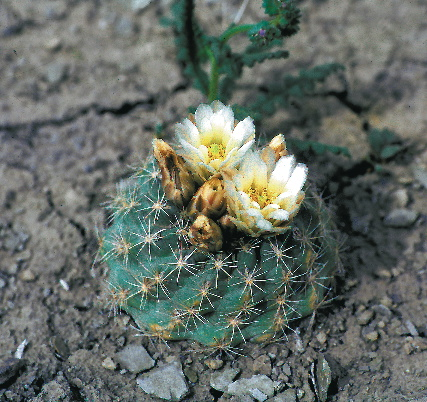
Cremefarbene Blüten (New Mexico).